# Cheoah
La Cheoah est un cours d'eau américain qui s'écoule dans le comté de Graham, en Caroline du Nord. La rivière se jette dans la Little Tennessee, qui fait partie du système hydrologique du Mississippi.